# Марсіо Глад
Марсіо Глад (порт. Márcio Glad, нар. 23 вересня 1980, Нову-Оризонті) — бразильський футболіст, півзахисник клубу «Санту-Андре».

## Ігрова кар'єра
Народився 23 вересня 1980 року в місті Нову-Оризонті. Вихованець футбольної школи місцевого клубу «Новурізонтіну» та «Клуб Олімпія».
У дорослому футболі дебютував 2000 року виступами за «Матонезе», в якому провів один сезон.
Згодом, з 2001 по 2003 рік грав у складі команд клубів «Гуаратінгета», «Гама» та «Фігейренсе».
Своєю грою за останню команду привернув увагу представників тренерського штабу клубу «Палмейрас», до складу якого приєднався 2003 року. Відіграв за команду з Сан-Паулу наступні чотири сезони своєї ігрової кар'єри.
Протягом 2007—2011 років захищав кольори клубів «Металург» (Донецьк), «Арсенал» (Київ), «Сантус», «Реал Мурсія», «Аваї» та «Гояс».
До складу клубу КРБ приєднався 2012 року, де провів цілий рік, після чого на початку 2013 року перейшов у «Ітуано», з якою брав участь у Лізі Пауліста, після чого повернувся в КРБ.
З початку 2014 року став виступати в клубі «Санту-Андре», що виступає у другій лізі Пауліста.

## Досягнення
- Чемпіон штату Санта-Катаріна: 2002, 2003, 2010, 2012